# Homicide concomitant d'une infraction majeure

La doctrine de l'homicide concomitant d'une infraction majeure (anglais: felony murder) est une doctrine de la common law sur l'attribution de la responsabilité pénale d'un homicide causé durant la commission de certaines infractions.

## Définition

### Description
Cette doctrine assimile la volonté de commettre une felony à une volonté homicide si la mort a été cause lors de la commission de cette felony.
Ces felonies sont généralement limitées à l'incendie criminel, au vol commis avec violence ou port d'armes, à l'enlèvement, au viol, à l'effraction ainsi qu'au trafic de drogue.

## Histoire

### Genèse
Cette doctrine est issue de la doctrine de l'Intention transférée (en), ou aberratio ictus, doctrine datant d'un temps immémorial, soit avant le 6 juillet 1189.

### Développement
En 1716, le juriste William Hawkins (en) théorisa, dans son Treatise of Pleas of the Crown, ce concept.

## Usage

### Australie

#### Nouvelle-Galles du Sud
La Nouvelle-Galles du Sud reconnait le concept de felony murder.

### Canada
Le droit canadien définit comme meurtre tout homicide causé au cours d'un acte illégal dont l'auteur devait savoir qu'il pouvait entrainer la mort.
Cependant, la Cour suprême du Canada a jugé cette disposition comme étant contraire à la Charte canadienne des droits et libertés.

### États-Unis
Cette doctrine est acceptée par 47 États fédérés; dans 24 d'entre eux, il s'agit d'un crime capital, bien que les arrêts Tison v. Arizona et Enmund v. Florida (en) en limitent la portée aux personnes ayant tué, tenté de le faire, planifié ou ont agi avec un manque total de considération envers la vie humaine.
Les États d'Hawaï, du Kentucky et du Michigan ont aboli cette doctrine, le dernier ne la conservant que pour répartir les meurtres entre premier et second degré et les deux autres tenant compte du contexte afin de décider s'il s'agit d'un homicide volontaire.

### Irlande
Cette doctrine y fut implicitement abolie en 1964.

### Royaume-Uni

#### Angleterre et pays de Galles
Cette règle a été abolie en 1957 en réponse au cas Derek Bentley.
Cependant, selon le concept de common purpose (en), ou joint enterprise, tous les participants à un délit sont responsables des délits ayant été commis à cette occasion, à moins que ces conséquences n'aient pas été planifiées par les participants - par exemple une bagarre collective ayant mal tourné, avoir participé à un duel ayant entrainé la mort d'une tierce personne des mains de l'adversaire, ou bien, dans le cas où cette doctrine fut formulée, une course illégale de fiacres ayant entrainé la mort d'un passant.
L'une des plus anciennes occurrences de cette doctrine fut en 1555. L'acceptation de cette doctrine fut très difficile et, au XIXe siècle, les jurys reçurent quelquefois des instructions pour qu'ils ne tiennent pas compte de cette doctrine.
Une clarification de cette doctrine survint en 1920 lors de l’arrêt Beard: l'accusé, un veilleur de nuit, avait, en état d'ivresse, étouffé une jeune fille au cours de la résistance qu'elle avait opposé à son viol; la Chambre des Lords confirma l’arrêt le condamnant, affirmant que toute mort survenant au cours d'un crime violant était un meurtre,.

#### Écosse
Le concept de felonies n'a jamais existé en Écosse.
Cependant la doctrine art and part (en) est l'équivalente locale de la joint enterprise.

#### Irlande du Nord
Cette doctrine y a été abolie en 1966, lors de la redéfinition du meurtre

## Critiques

### Partisans
Les partisans de cette doctrine lui allèguent la vertu de responsabiliser les criminels par rapport aux actes de leurs complices, ainsi que le fait que ces felonies présentent un risque élevé de mort pour les victimes,.

### Adversaires
Les adversaires de cette doctrine lui reprochent, dans ses formes les plus étendues, de rendre responsable le criminel d'actes dont il n'est lui-même pas responsable, tel un cambrioleur dont le complice fut abattu par le propriétaire et qui fut accusé de meurtre sous cette doctrine ou prêter sa voiture à un ami qui alla ensuite cambrioler le domicile d'une revendeuse de marijuana et assassina sa fille.